# Famille Dallam
La famille Dallam est une famille de facteurs d'orgue d'origine anglaise, de religion catholique.

## La famille

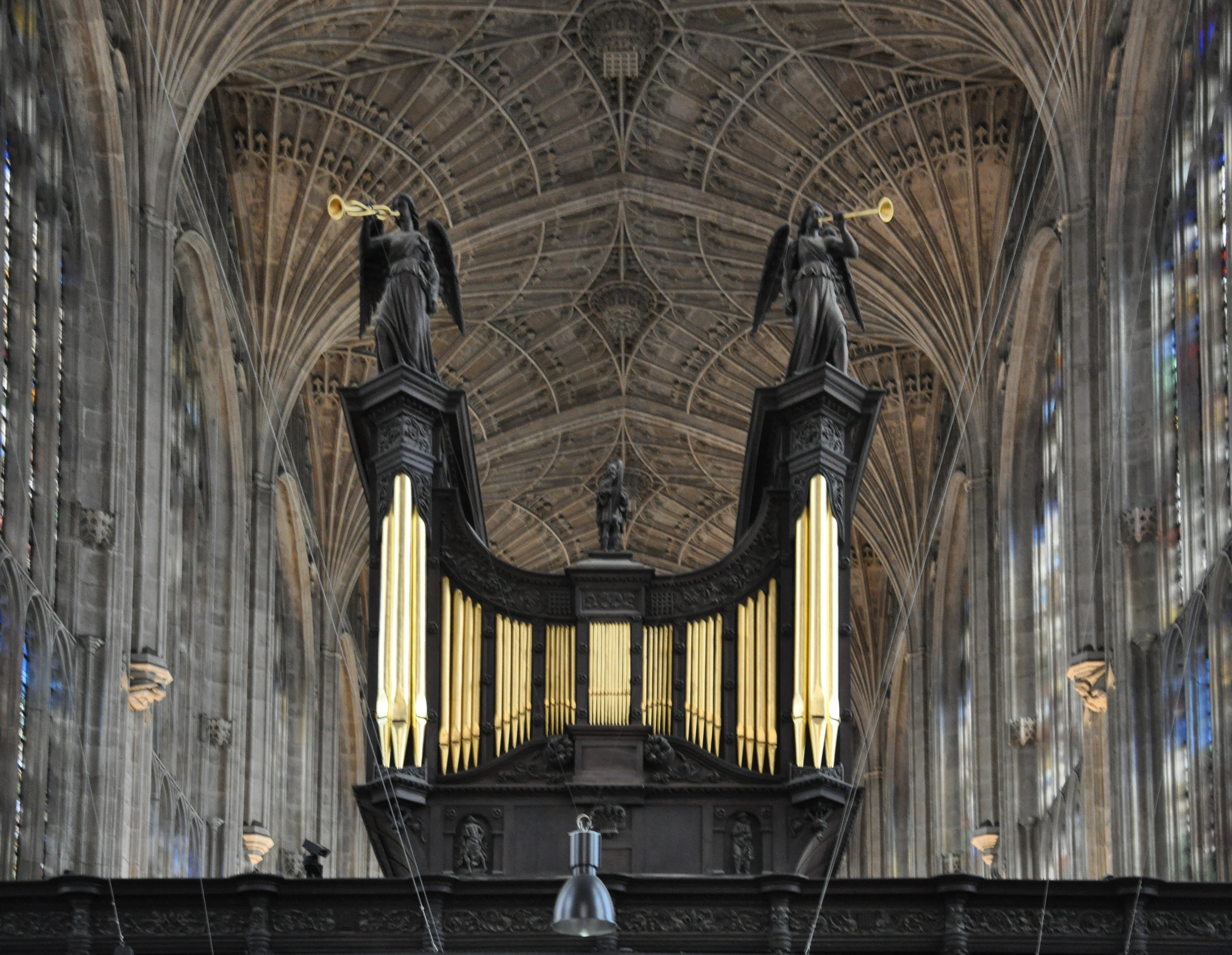
L'orgue du King's College de l'Université de Cambridge

Le premier membre connu est Thomas Dallam, né vers 1575 et mort vers 1630. Il avait construit, en 1613, des orgues fameuses pour la cathédrale de Worcester. Son chef-d'œuvre, dont le buffet a survécu, est l'orgue du King's College de Cambridge.
Son fils Robert Dallam, né vers 1602, mort en 1665, est devenu célèbre par ses ouvrages à Oxford, York, Londres. En 1642 la révolution puritaine de Cromwell l'oblige à s'exiler. Il se réfugie avec sa famille en Bretagne, où il construit de nombreux instruments : cathédrales de Quimper, de Saint-Pol-de-Léon, Plestin-les-Grèves (transféré depuis à Lanvellec, c'est aujourd'hui le noyau central du fameux Festival de musique ancienne du Trégor), et retourne en Angleterre à la restauration de Charles II en 1660. 

Orgues de Robert Dallam
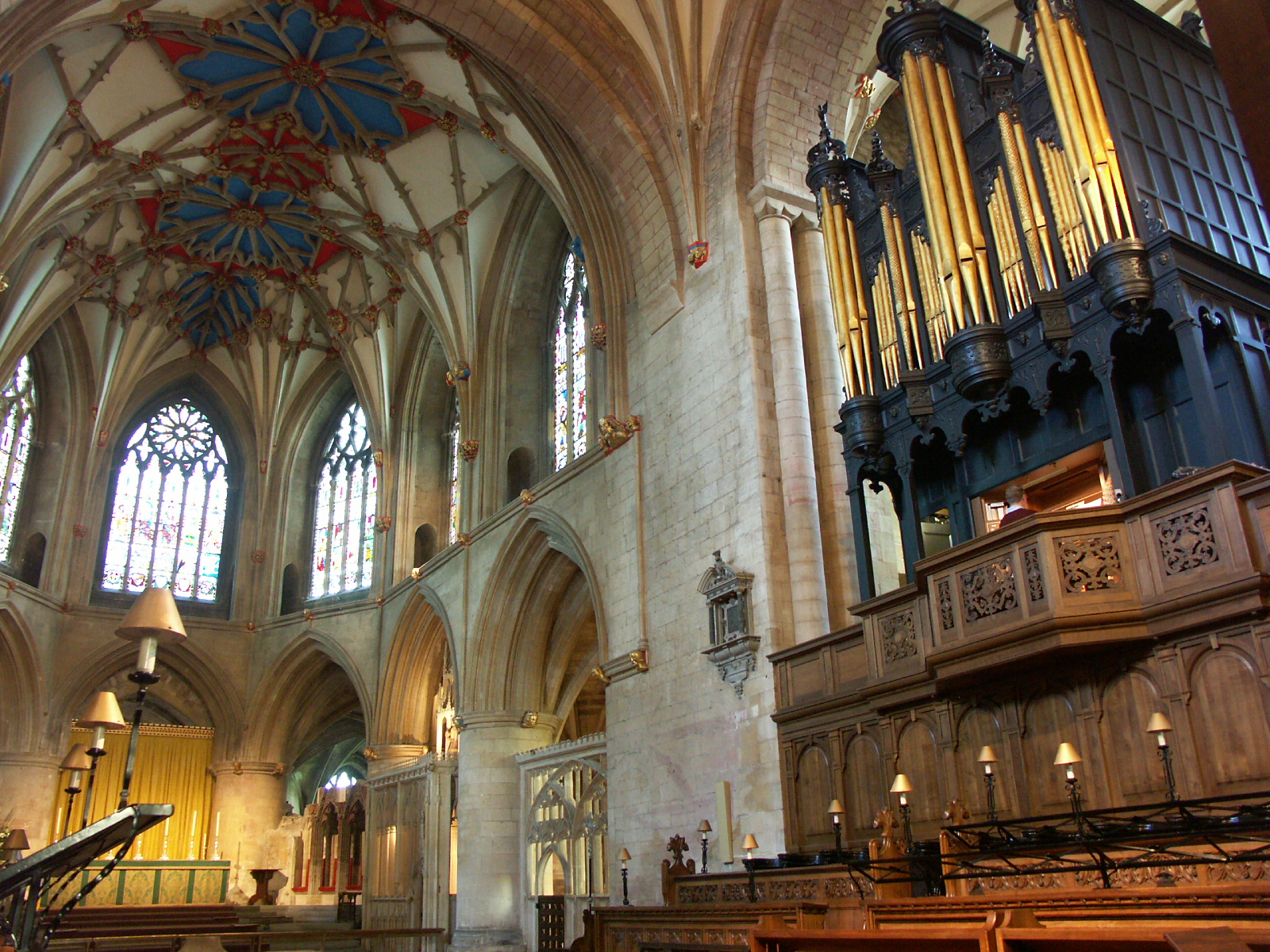
Abbaye de Tewkesbury
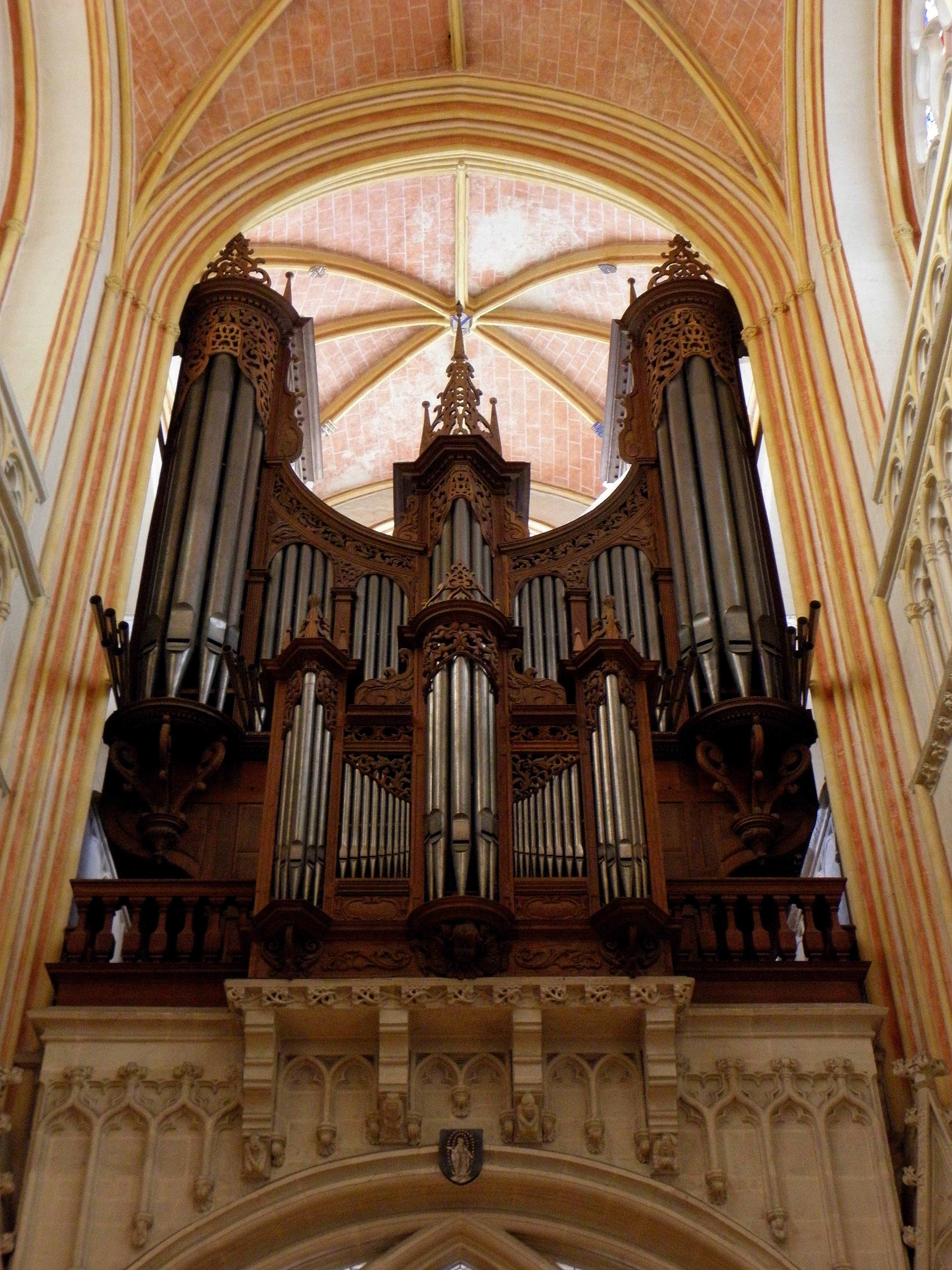
Cathédrale de Quimper
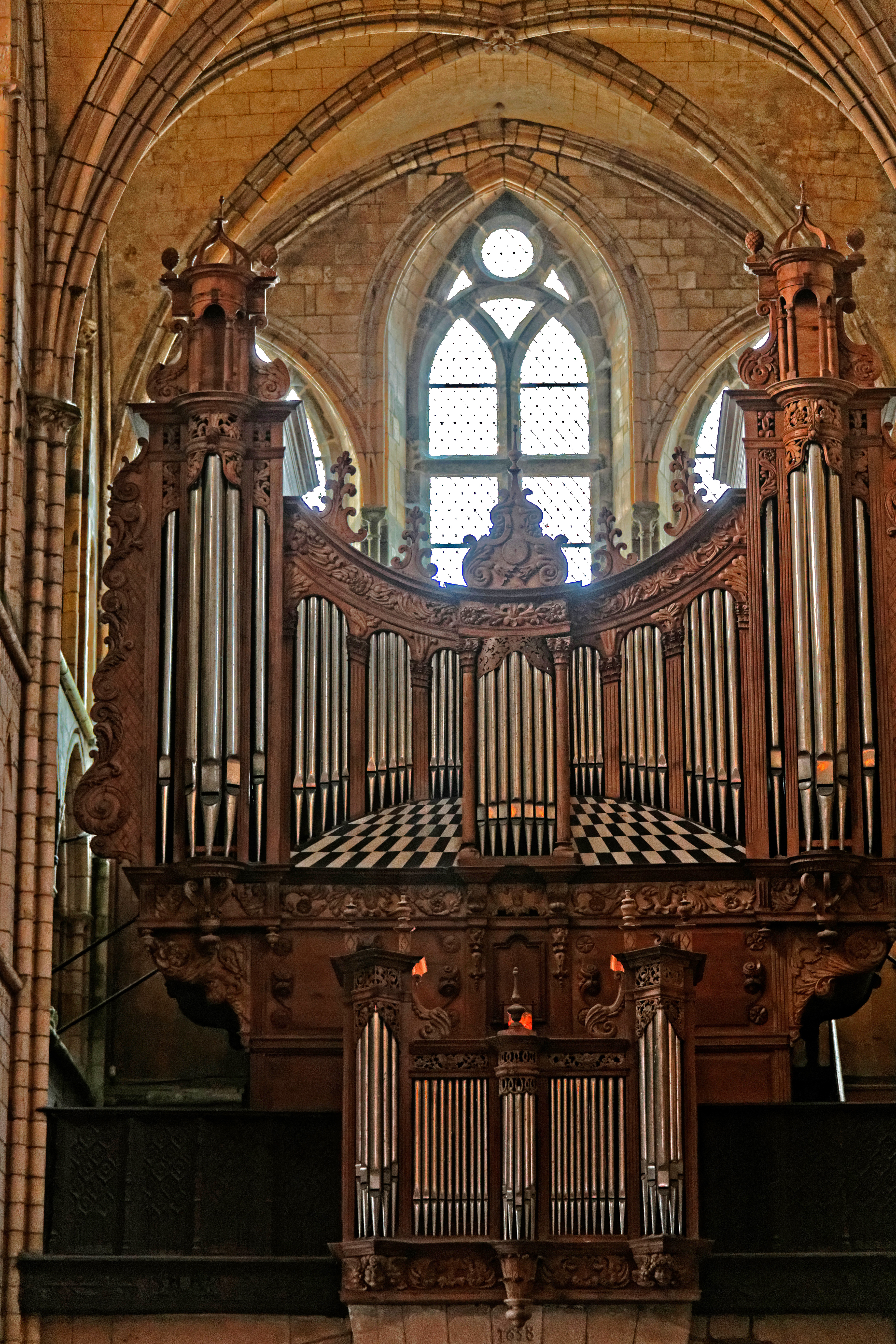
Cathédrale de Saint-Pol-de-Léon

Le fils aîné de Robert, Thomas Dallam, né en Angleterre vers 1630, est resté en Bretagne où il a exercé son métier jusqu'à sa mort le 14 juillet 1705 à Guimiliau. De sa production importante, il reste aujourd'hui les orgues de Ploujean (restauré par Formentelli en 1992), Guimiliau (restauration Guillemin, 1989), Ergué-Gabéric église Saint-Guinal 1680 (restauration Renaud 1980 et Hurvy 1990), et les buffets de Sizun, Rumengol, Saint-Melaine de Morlaix...

Orgues de Thomas Dallam
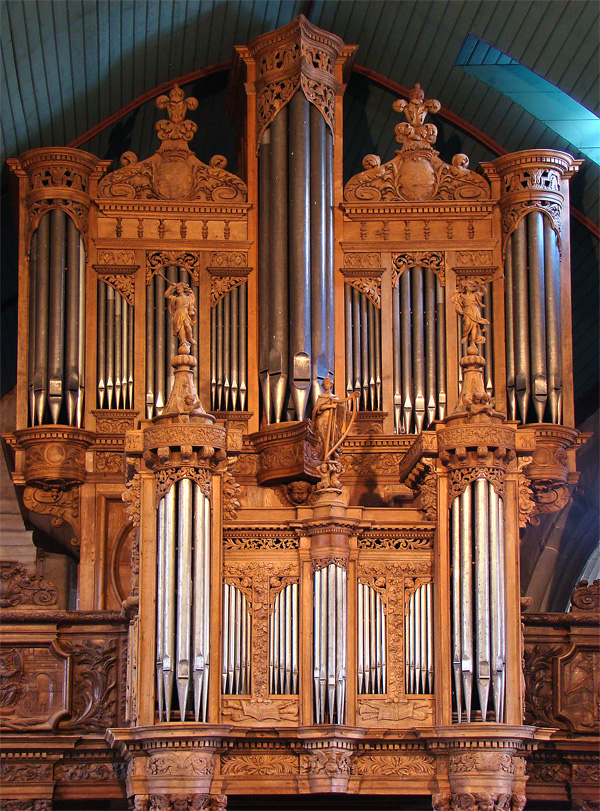
Église Saint-Miliau, Guimiliau
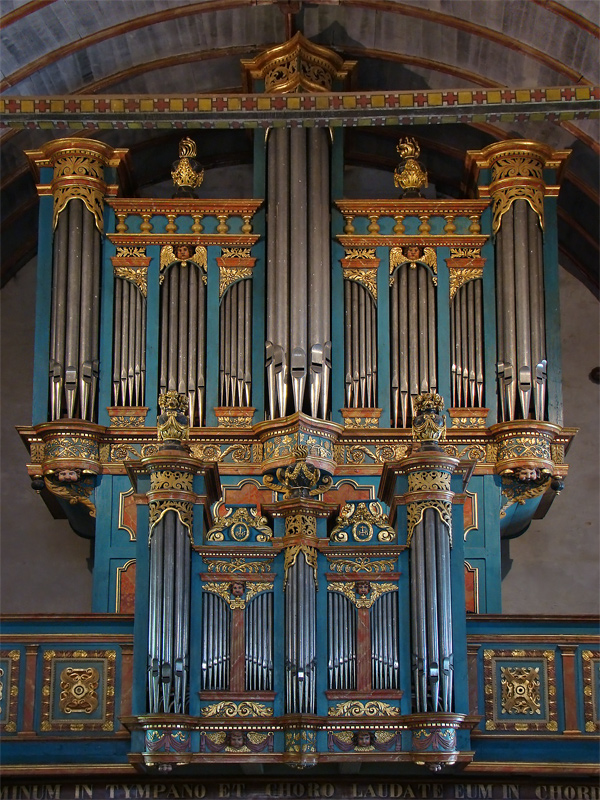
Église Saint-Germain, Pleyben
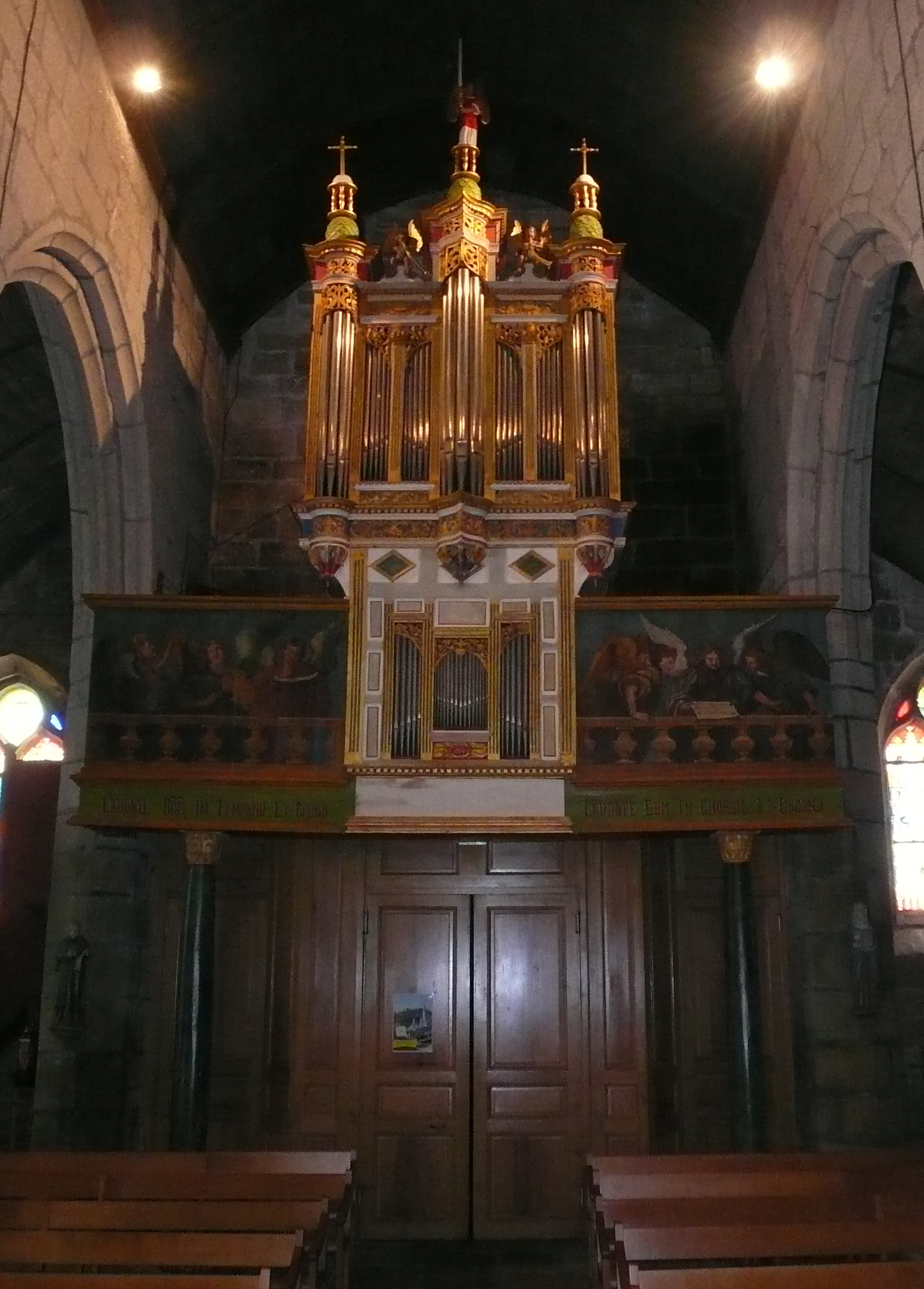
Orgue de l'église Saint-Guinal d'Ergué-Gabéric
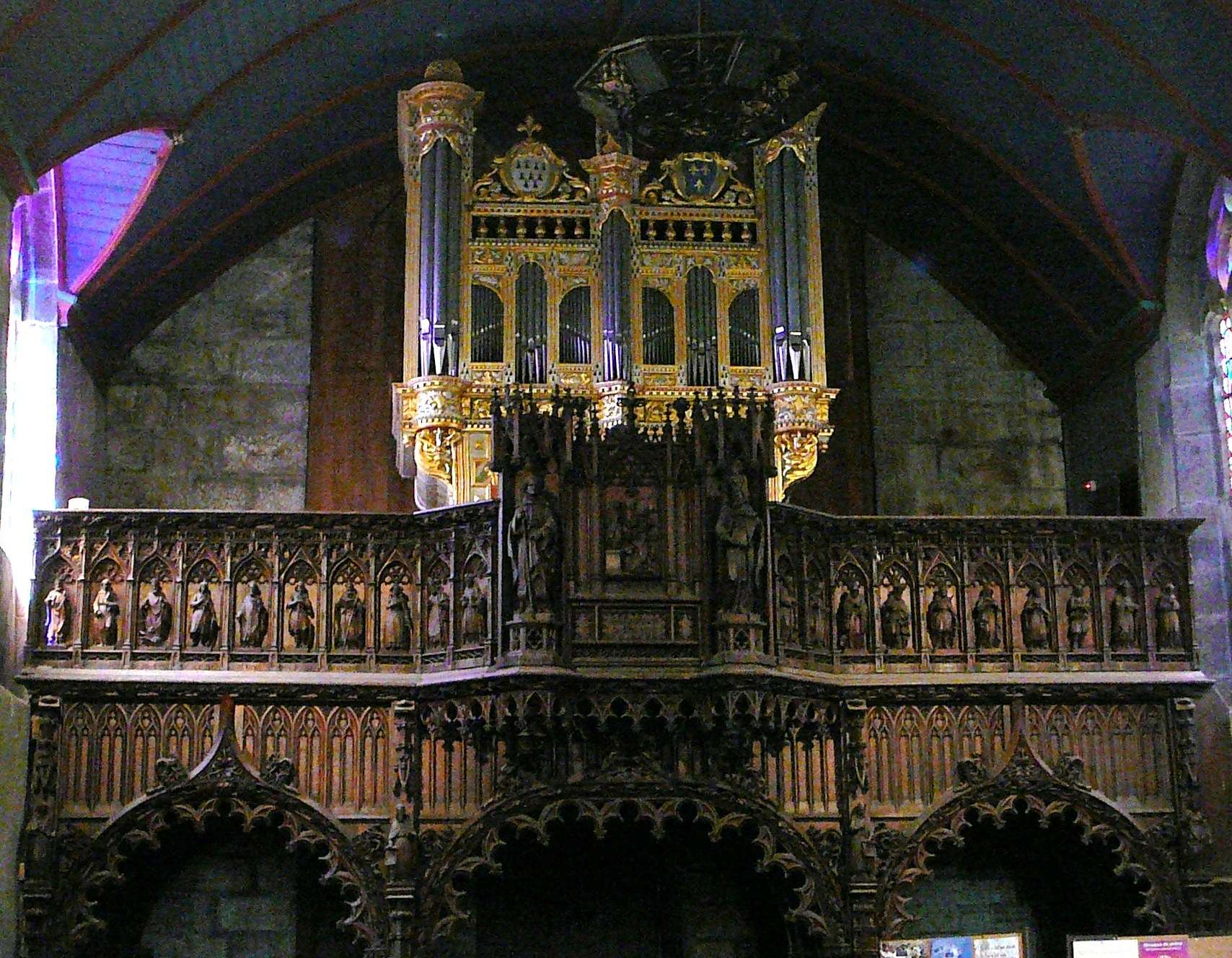
Orgue de l'église de Rumengol
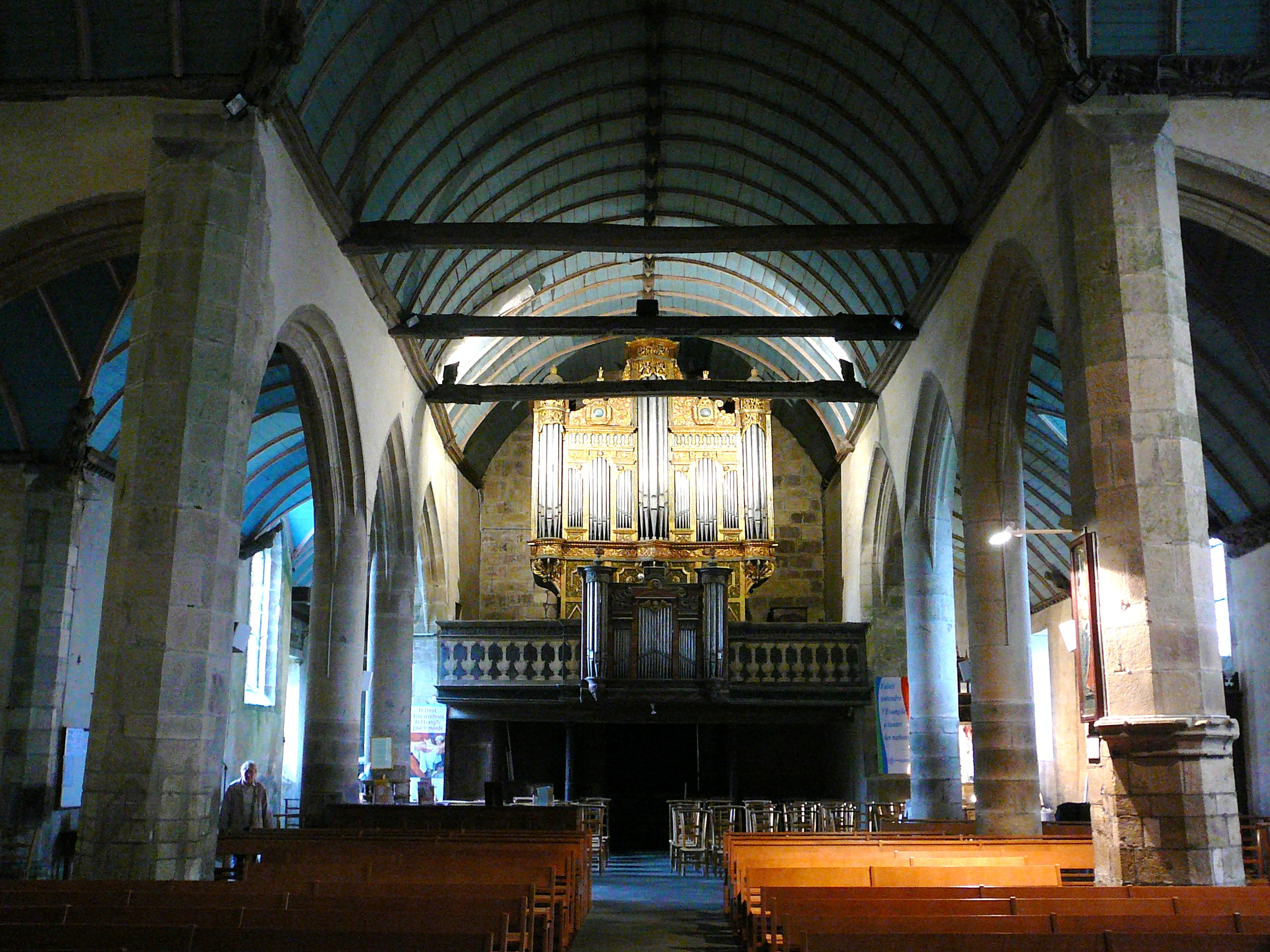
Orgue de l'église de Sizun
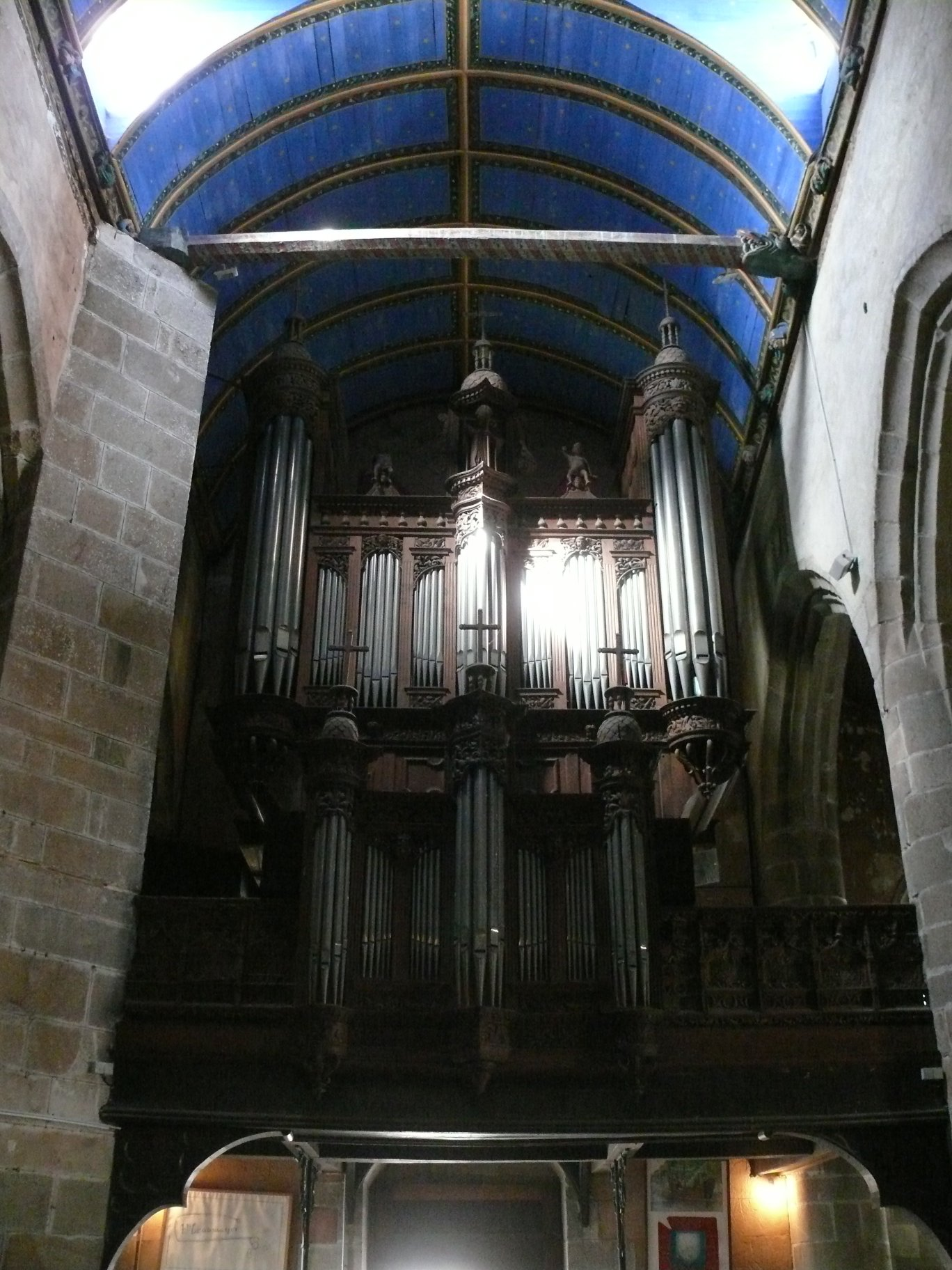
Orgue de l'église Saint-Mélaine Morlaix

Le gendre de Robert Dallam, Thomas Harrison, a lui aussi travaillé en Bretagne, où est né son fils Renatus Harris, également devenu célèbre facteur d'orgue.